# Muralla de Santiago de Compostela
La muralla de Santiago de Compostela fue una fortificación de la ciudad de Santiago de Compostela (La Coruña), que desapareció en su mayor parte hacia finales del siglo XIX, aunque en la actualidad se conservan algunos restos, siendo el mayor el arco de Mazarelos. Existen, asimismo, algunas partes ocultas por las casas actuales. El trazado de la muralla es claramente visible todavía sobre el plano de la ciudad antigua de Santiago, cuyo urbanismo vino determinado por la existencia de esta fortificación.

## Origen
El año 968 Sisenando II amuralló la zona que ocupaba la iglesia anterior a la actual catedral de Santiago y sus límites inmediatos, conformando el núcleo conocido como Locus Sancti Iacobi. Éste ocupaba tan sólo el espacio que hoy ocupan la catedral, la plaza de Quintana y el monasterio de San Pelayo de Antealtares, con unas pocas calles anejas. Esta muralla, que se complementaba con un segundo anillo formado por fosos y empalizadas, fue casi totalmente destruida por la expedición de Almanzor en 997.
A mediados del siglo XI, dado el auge de la ciudad, que comenzaba a ser un floreciente lugar de peregrinación, unido al miedo a una incursión normanda o árabe, hizo que el obispo Cresconio construyera una nueva muralla mucho mayor sobre el anillo de foso y empalizadas. Esta nueva muralla, que tenía unos 2 km de contorno y cubría un espacio interior de 30 ha, es en esencia la que se mantendrá hasta el siglo XIX y protegía los nuevos arrabales que se iban formando alrededor del Locus.

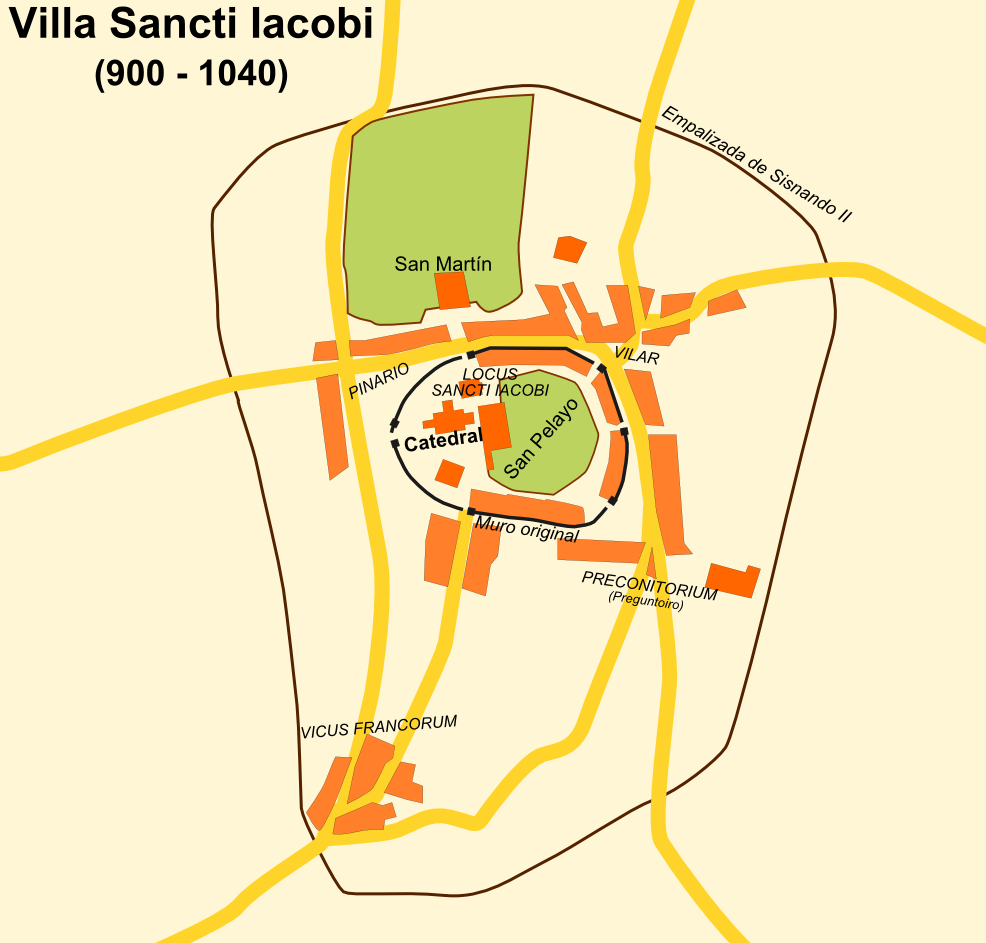
Extensión de la Villa Sancti Iacobi. Aparecen los barrios existentes entre el año 900 y el 1040, así como las líneas de muralla y empalizada de Sisenando II.

De la primera muralla, que desapareció muy pronto bajo las nuevas edificaciones, apenas quedan unos pocos vestigios que se han hallado en la zona de la Azabachería. En 2009, durante las obras de remodelación del antiguo Banco de España para habilitar las nuevas dependencias del Museo de las Peregrinaciones, se encontró una sección en bastante buen estado de esta primera fortificación.

## Características
Los muros estaban construidos con cascotes irregulares de piedra tipo esquisto, con una altura de unos 5 m y un grosor de unos 2,5 m. Estaban almenados, aunque no se conoce la forma exacta, y reforzados a intervalos regulares por torres cuadrangulares, 48 según el plano de 1595. Su forma de riñón disponía su eje más largo orientado Norte-Sur. Las puertas estaban construidas con cantería más fina y argamasa y al exterior estaba rodeada de un foso.

### Puertas

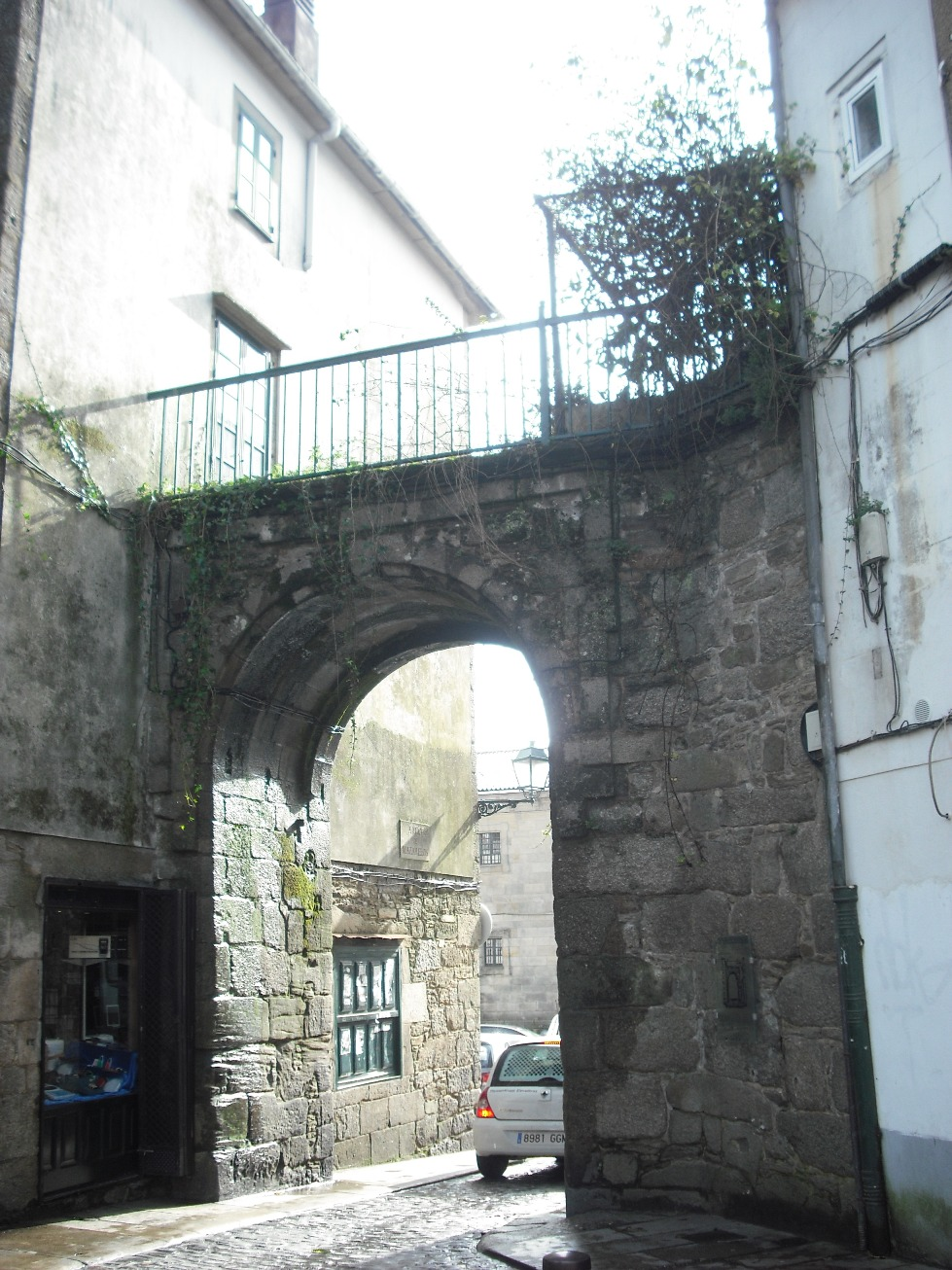
Arco de Mazarelos.

La muralla original tenía 7 puertas, a las que se fueron añadiendo otras con el paso de los siglos. El Códice Calixtino describe las primeras siete puertas de la siguiente manera:

Las entradas y puertas de la ciudad son VII. La primera entrada se llama Puerta Francígena; la segunda, Puerta de la Peña; la tercera, Puerta de Sofrades; la cuarta, Puerta del Santo Peregrino; la quinta, Puerta Falguera, que conduce a Padrón; la sexta, Puerta de Susannis; y la séptima, Puerta de Mazarelos, por la que llega a la ciudad el precioso Baco.

En el siglo XIII se abre la Puerta Nova da Villa (o de la Rúa da Pena) y en los siglos XIV y XV aparecen otras puertas menores para uso peatonal, como la de las Algalias, la de San Fiz o la del Souto.
Las tres puertas principales de la ciudad fueron, por orden de importancia:
- Puerta Francígena o del Camino: En ella desembocaba el Camino de Santiago de Castilla y Francia y era considerada como la puerta principal de la ciudad. En sus cercanías empezaron a aparecer las tiendas y albergues para los peregrinos.
- Puerta Faxeira: Por ella entraban los peregrinos procedentes del Camino portugués, junto con el pez de los puertos de Padrón, Noya, Pontevedra y Finisterre. Su nombre quizá venga de la existencia de hayas en la zona.
- Puerta de Mazarelos: Comunicaba con la plaza de Mazarelos de Santiago, y por ella entraba el vino de Ulla y Ribeiro, así como los cereales de Castilla. La puerta de arco de medio punto peraltado tiene adosada en el lateral sur una edificación que conserva los basamentos del torreón defensivo que flanqueaba la puerta.Es la única que se conserva en la actualidad.[9]

### Influencia en el urbanismo
Tras la construcción de la muralla, el tejido urbano queda constreñido dentro del límite que ésta supone, lo cual marca el tamaño de los edificios e incluso su altura, ya que los de más de tres plantas se veían como una amenaza para el sistema defensivo. Además, las tres principales puertas marcan los ejes de comunicación de la ciudad, que se articulan de manera casi reticular, desde las entradas hasta la plaza de Cervantes o la del Obradoiro, a su vez interconectadas. También marca las construcciones externas, ya que tanto los monasterios como los talleres molestos o los prostíbulos se instalan extramuros pero cerca de las puertas.

## Deterioro y abandono

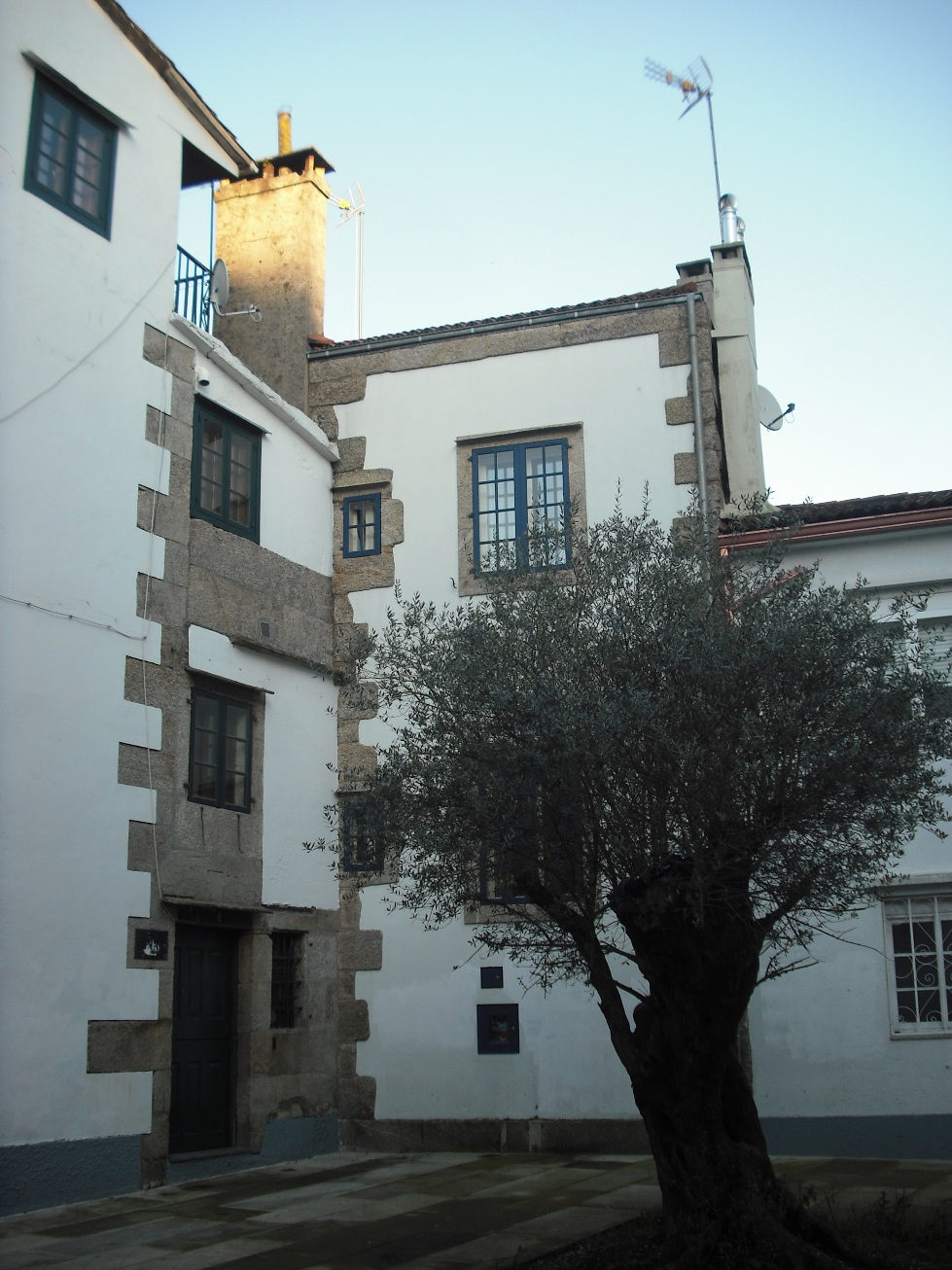
Plaza de la Oliveira. La casa del fondo está construida sobre una antigua torre de la muralla, mientras que el edificio estrecho que se halla a su izquierda se levantó sobre el espacio del camino de ronda interior.

A partir del siglo XV las murallas van perdiendo su utilidad al disminuir la amenaza de ataques, lo cual hace que vayan cayendo en un progresivo abandono. En 1596, temiendo un ataque por parte de los ingleses, Antonio Ozores hace este repaso del estado de las murallas:

[Las nueve puertas precisan reparación, pues] aunque se les an puerto puertas, hes como si nos las tuvieran por ser algunas tan cortas que no llegan a çerrar poco más de la mitad... y esto se bera en la puerta que cae a san francisco que muy olgadamente caben tres o cuatro ombres por lo que queda abierto, y en otras entran e salen por debaxo. [Los muros] estan muy flacos [e es necesario hacer terraplenes e fortificarlos].

Además, con el paso de los años y los avances en la artillería, la muralla se quedó anticuada e inservible para la defensa. Aunque los vecinos intentaron repararla en varias ocasiones durante los siglos XVII y XVIII, hay constancia de que varias partes de la misma se utilizaron como vertedero, práctica prohibida por varias ordenanzas municipales, aunque desoída.

## Desaparición de la muralla
Desde la Edad Media y hasta el siglo XIX existió el contrato de foro, por el cual se cedía la posesión y uso del camino de ronda interior o de una de las partes de la muralla a un particular a cambio de una cuota fija. Con el paso del tiempo, la mayoría de los edificios cercanos a la muralla se extendieron hasta integrarla en su interior, e incluso se construyeron edificios en los espacios de ronda y sobre las mismas torres y murallas. Estos vestigios se conocen como muralla fosilizada y permiten conocer con mayor exactitud el trazado que tuvo ésta.

## Actuaciones
todo comienza hacia el siglo 1832 en frente de donde es ahora san Roque.
Ya en 1994 se localizaron los restos de una torre de la muralla y un foso en el n.º 18 de la Rúa da Senra, que hoy día pueden observarse a través de un cristal. A partir de entonces se han localizado y estudiado algunos fragmentos de la muralla a lo largo de la ciudad antigua, destacando los hallazgos de la rúa de Entremuros, en los que se ha descubierto uno de los tramos mejor conservados de la ciudad, de 10 m de largo y 5 de alto, en las paredes de una vivienda. En él se distingue, entre otros elementos constructivos, la silueta de las almenas.
En 2009, la Oficina da Cidade Histórica e Rehabilitación del ayuntamiento de Santiago realizó una ruta llamada "A cerca da Cidade" (La cerca de la Ciudad) con el fin de acercar la historia y el trazado de la antigua muralla al público en general. Esta ruta se señaló a lo largo de su recorrido con unos puntos de referencia incrustados en el suelo que van señalando el recorrido de la muralla alrededor de la ciudad antigua.